# Louis al II-lea, Prinț de Monaco
Louis al II-lea, Prinț de Monaco  (n. 12 iulie 1870, Baden-Baden, Marele Ducat de Baden – d. 9 mai 1949, Monaco) a fost al 11-lea suveran Prinț de Monaco de la 26 iunie 1922 până la moartea sa. Titulatura oficială era Son Altesse Sérénissime le Prince Louis II.

## Biografie
Născut drept Louis Honoré Charles Antoine Grimaldi în Baden-Baden, Germania, a fost singurul copil al lui Albert I, Prinț de Monaco (1848–1922) și a soției acestuia, Lady Mary Victoria Hamilton (1850-1922). Mama lui a fost fiica lui William Alexander, al 11-lea Duce de Hamilton și a Prințesei Marie Amélie Elizabeth Caroline de Baden.
Louis s-a născut în primul an de căsnicie al părinților săi. Mamei sale, o tânără de 19 ani, nu-i plăcea Monaco și a fost nefericită cu soțul ei. La scurtă vreme ea a a părăsit țara permanent și mariajul a fost anulat în 1880. Louis a crescut în Germania alături de mama sa, tatăl vitreg, contele (mai târziu Prinț) Tassilo Festetics von Tolna, și sora vitregă, Maria-Mathilde. Nu și-a văzut tatăl până la vârsta de 11 ani când a fost obligat să se întoarcă în Monaco pentru a fi pregătit pentru viitoarele îndatoriri regale.
Tatăl lui Louis, Prințul Albert I, a fost o personalitate dominantă care a transformat Monaco într-un centru cultural și unde realizările intelectualilor erau recunoscute în toată lumea. Nefericit, locuind cu tatăl său distant și rece, imediat ce a devenit suficient de mare, Louis a plecat în Franța înrolându-se la Academia Militară Saint-Cyr. Patru ani mai tîrziu, după ce a absolvit, a cerut să lupte cu Legiunea străină în războaiele coloniilor din Africa.
În timp ce era în Algeria, a întâlnit-o pe Marie Juliette Louvet (1867–1930), o cântăreață de cabaret. Juliette avea doi copii, Georges și Marguerite, cu fostul ei soț, fotograful francez Achille Delmaet. Prințul Louis s-a îndrăgostit însă tatăl său nu i-a permis să se căsătorească. S-a afirmat că Louis și-a ignorat tatăl și s-a căsătorit cu Juliette în 1897, totuși nu există nici o evidență pentru această afirmație. Fiica lor nelegitimă, Charlotte Louise Juliette, s-a născut la 30 septembrie 1898 la Constantine, Algeria. Nu există nici o mențiune pentru Marie Juliette Louvet în biografia autorizată a nepotului ei, Rainier al III-lea, Prinț de Monaco, care a fost monegasc prin naționalitate însă prin genealogie a fost francez, mexican, italian, german, scoțian și englez.
În 1908 Louis s-a întors acasă lăsând în spate amanta și copilul. La izbucnirea Primului Război Mondial el s-a re-înrolat în armata franceză dovedindu-se a fi unul dintre cei mai remarcabili soldați ai celei de-a cincea Armate. A fost făcut Mare Ofițer al Legiunii de Onoare și în cele din urmă a devenit general de brigadă. 

### Criza de succesiune (1911–1918)
O criză politică s-a ivit deoarece, fără nici un alt moștenitor, tronul Monaco ar fi urmat să treacă la vărul primar al lui Louis, Wilhelm, duce de Urach, un nobil german care era fiul mătușii Prințului Albert, Printesa Florestine de Monaco. Pentru a împiedica acest lucru, în 1911 s-a adoptat o lege prin care era recunoscută fiica nelegitimă a lui Louis drept moștenitoare a acestuia și ca făcând parte din familia regală.
Mai târziu această lege a fost invalidă conform statutului din 1882. Astfel, o altă lege a fost adoptată în 1918 prin care s-a modificat statutul pentru a permite adoptarea unui moștenitor, cu drepturi de succesiune. Charlotte a fost adoptată în mod oficial de către Louis în 1919 și a devenit Charlotte Louise Juliette Grimaldi, Prințesă de Monaco și ducesă de Valentinois.
Wilhelm, Duce de Urach, plasat astfel mai în spate în linia de succesiune la tronul din Monaco, a fost ales ca rege al Lituaniei pentru câteva luni în 1918, fiind cunoscut sub numele de Mindaugas al II-lea. El a renunțat la pretenția sa asupra principatului în 1924, trecând drepturile asupra altor veri francezi care coborau, de asemenea, din familia Grimaldi, conții de Chabrillan.
La sfârșitul Primului Război Mondial, guvernul francez a forțat abdicarea Mariei-Adelaide, Mare Ducesă de Luxemburg, o altă țară mică vecină cu Franța, pe motiv de legături personale cu Germania, legături considerate inadmisibile imediat după război.

### Domnie
La 27 iunie 1922, Prințul Albert I a murit la Paris. Louis Grimaldi i-a succedat la tron sub numele de Louis al II-lea, Prinț de Monaco. 
În timp ce domnia sa nu a atins măreția domniei tatălui său, Louis al II-lea a lăsat o amprentă de neșters pe micul principat. În 1924 s-a format Clubul de Fotbal Monaco și în 1929 a avut loc primul Grand Prix de Monaco, o cursă de automobile câștigată de Charles Grover (aka "Williams"), la volanul unui Bugatti pictat în ceea ce avea să devină celebra culoarea verde pentru  cursele britanice. 
El a colectat artefacte aparținând lui Napoleon I, care sunt în prezent asamblate și afișate la Muzeul Napoleon de la Palatul Regal din Monte Carlo.
În special în primii ani ai domniei Prințului Louis, el a dobândit reputația de probitate administrativă: a obținut plecarea lui Camille Blanc, care a condus o perioadă îndelungată Cazinoul din Monte Carlo, despre care existau întrebări cu privire la administrarea afacerilor cazinoului.
În 1931, prestigiul vieții culturale din Monaco a primit un impuls atunci când a fost angajat René Blum pentru a forma "Ballet de l'Opéra à Monte-Carlo". Chiar înainte de izbucnirea celui de-Al Doilea Război Mondial, în 1939, a fost construit un stadion mare și modern de fotbal unde s-au desfășurat Jocurile Mondiale Universitare.